# 欽飯
欽飯公（?—?），《花郎世記》记载的朝鮮三國時代新羅第27代君主善德女王在位時三位夫君之一，為副夫。
欽飯公是新罗第24代君主真兴王的孙子，父亲不详，是善德女王的叔父辈。真平王五十四年（632年），真平王去世，将王位传给了女儿善德女王。没有记载给予欽飯公作为君主配偶（王夫）的称号。《三国史记》、《三国遗事》这些古典文献没有欽飯公的记载，《三国遗事》记载善德女王的夫君是飲葛文王。